# أثريات فاضل (قرية)
قرية أثريات فاضل هي إحدى القرى التابعة لمركز إيتاي البارود في محافظة البحيرة في جمهورية مصر العربية. حسب إحصاءات سنة 2006، بلغ إجمالي السكان في أثريات فاضل 2128 نسمة، منهم 1112 رجل و1016 امرأة.